# Nannocampus pictus
Nannocampus pictus es una especie de pez de la familia Syngnathidae en el orden de los Syngnathiformes.

## Morfología
Los machos pueden alcanzar 10 cm de longitud total.

## Reproducción
Es ovovivíparo y el macho transporta los huevos en una bolsa ventral, la cual se encuentra debajo de la cola.

## Hábitat
Es un pez de mar y de clima tropical y asociado a los arrecifes de coral que vive hasta 9 m de profundidad.

## Distribución geográfica
Se encuentra desde el África Oriental hasta la Gran Barrera de Coral y Sri Lanka.